# Алексеев, Сергей Петрович (писатель)
Серге́й Петро́вич Алексе́ев (1 апреля 1922, Плисков, Киевская губерния — 16 мая 2008, Москва) — русский советский писатель, критик, редактор. Лауреат Государственной премии СССР (1984). Заслуженный работник культуры РСФСР.

## Биография
Родился 1 апреля 1922 года в селе Плисков Погребищенский район, Винницкая область, Украина) в семье сельского врача. С десяти лет жил в Москве. После школы в 1940 году поступил в авиационное училище в городе Поставы (Западная Белоруссия). Великая Отечественная война  застала его в полевом лагере рядом с границей, но курсант Алексеев был откомандирован в Оренбургское лётное училище.
Без отрыва от учёбы в военном училище поступил на вечернее отделение исторического факультета Оренбургского педагогического института, за год и пять месяцев прошёл полный курс и в 1944 году получил диплом. По окончании училища был оставлен в нём инструктором и до конца войны занимался подготовкой курсантов. Член ВКП(б) с 1945 года. Был демобилизован в конце 1945 года из-за травм, полученных во время учебного полёта.
Был редактором издательства «Детская литература», с 1950 года был ответственным секретарем, позже председателем Комиссии по детской литературе Союза писателей СССР. В 1958 году принят в члены Союза писателей Автор статей по вопросам развития литературы для детей. В 1965—1996 годы был главным редактором журнала «Детская литература».
Первая книга Сергея Алексеeва вышла в 1955 году — «История СССР. Учебная книга для 4-го класса» (в соавторстве с Владимиром Карцовым). Он был автором книг для детей «Сто рассказов о войне», «О русской доблести и славе». За сорок лет написал более тридцати книг, посвящённых истории России (от середины XVI до середины XX вв.), многие из которых издавались на пятидесяти языках.
Умер 17 мая 2008 года в Москве. Похоронен на Переделкинском кладбище.

## Награды и премии
- Государственная премия СССР (1984) — за книгу «Богатырские фамилии» (1978)
- Государственная премия РСФСР имени Н. К. Крупской (1970) — за книгу «Сто рассказов из русской истории» (1966)
- премия Ленинского комсомола (1979) — за книги для детей «Идёт война народная», «Богатырские фамилии», «Октябрь шагает по стране»
- Международный диплом Х. К. Андерсена
- Почётный диплом Международного Совета по детской книге (IBBY) за книгу «Сто рассказов из русской истории» (1978)
- заслуженный работник культуры РСФСР[4]